# Wiedertäufertaler

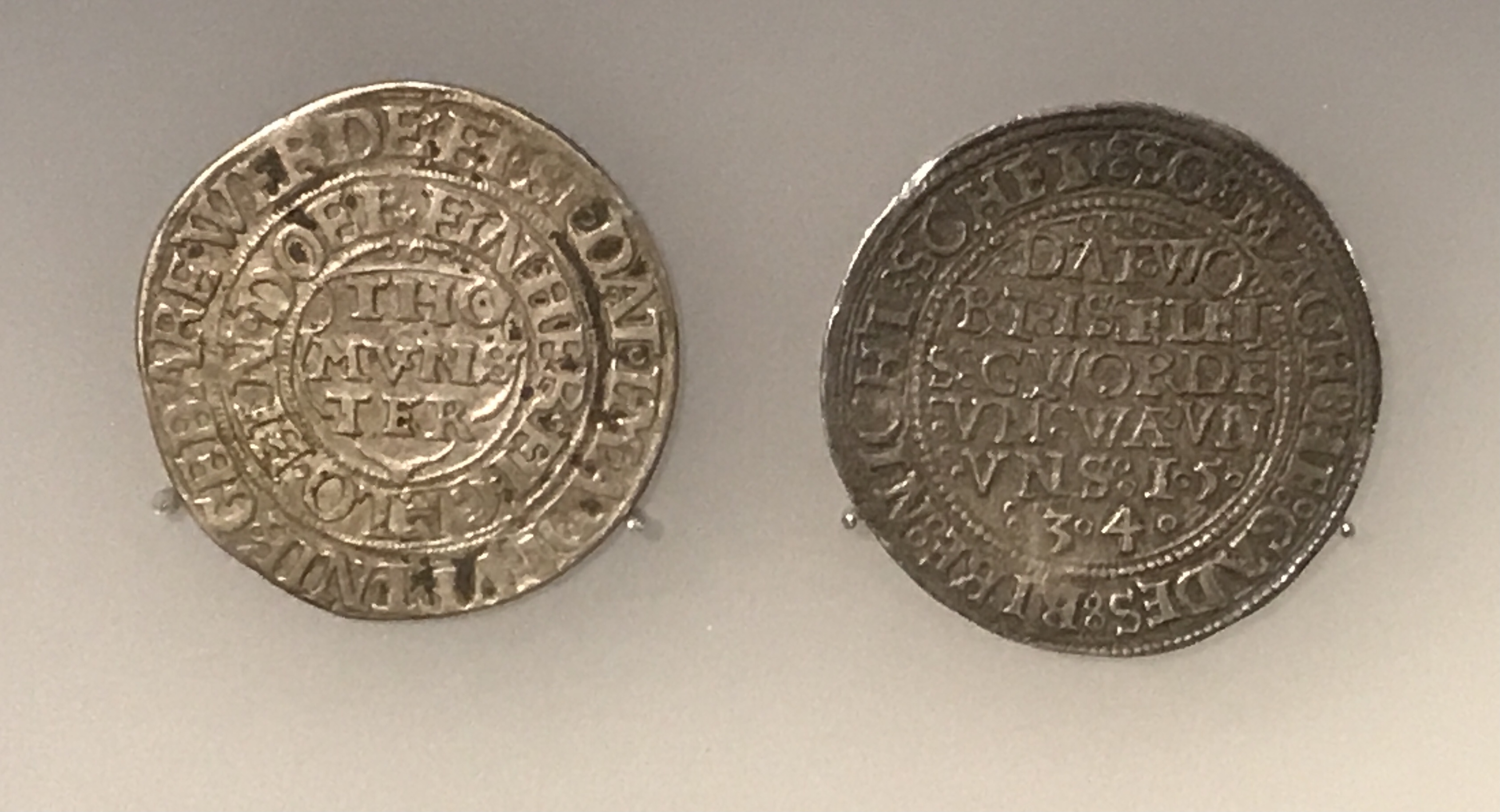
Die Wiedertäufertaler von 1534 Halber Taler, Giesbert 2 (Vs Et si dat imadt upt nie gebare werde; Ks So mach he godes rike nicht schei) des LWL Museums für Kunst und Kultur

Die Wiedertäufertaler, frühere Schreibweisen Wiedertäuferthaler bzw. Wiedertäufer-Thaler, waren Gold-, Silbermünzen und Schaumünzen, ⁣⁣ die während und nach dem Täuferreich von Münster 1534 geschlagen und im Umlauf gebracht wurden.

## Beschreibung

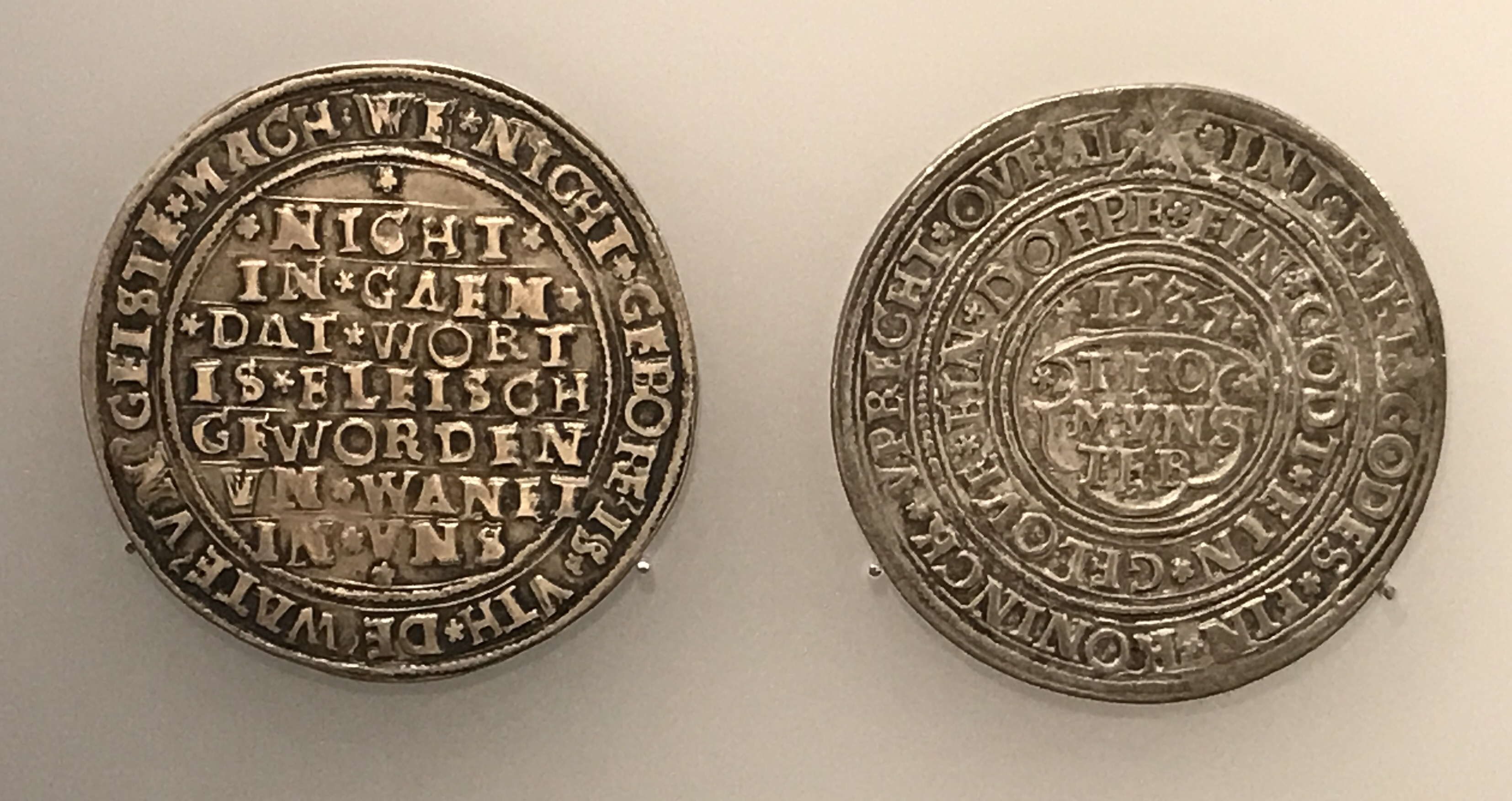
Ein ganzer Taler, Giesbert 14 (ein König über alle) des LWL-Museums für Kunst und Kultur

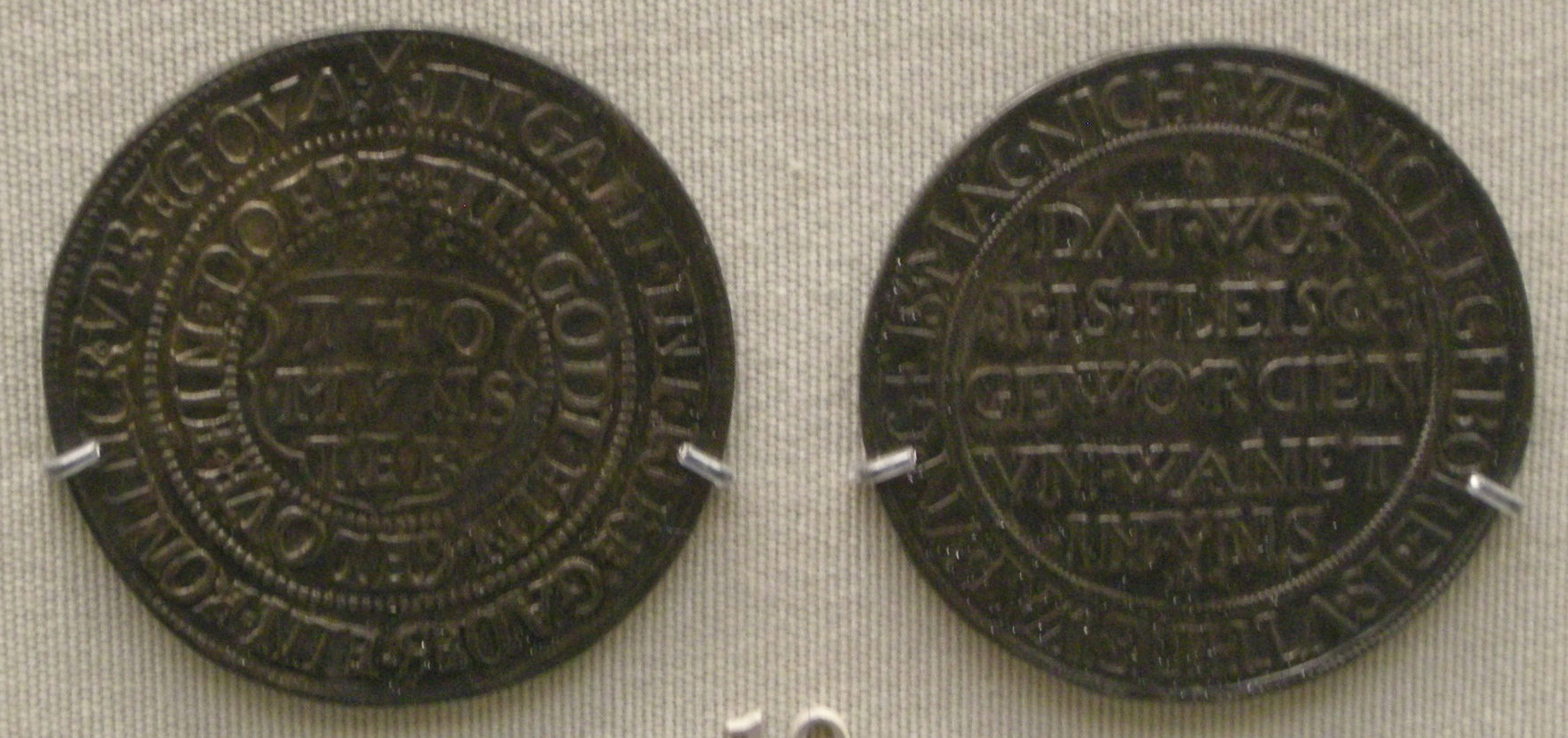
Wiedertäufertaler, wahrscheinlich Giesbert 6 Britisches Museum

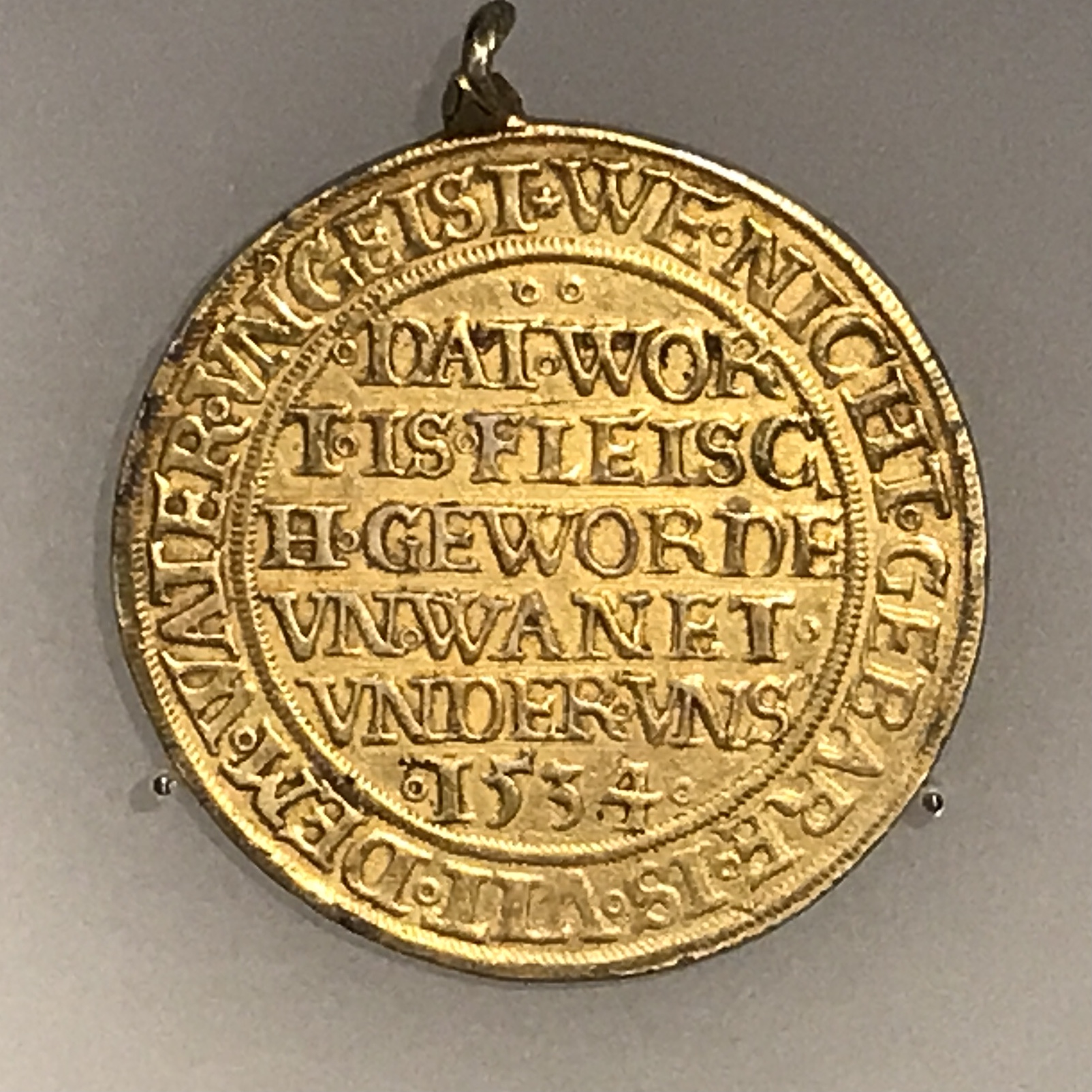
1 Taler, Giesbert 4 Rückseite

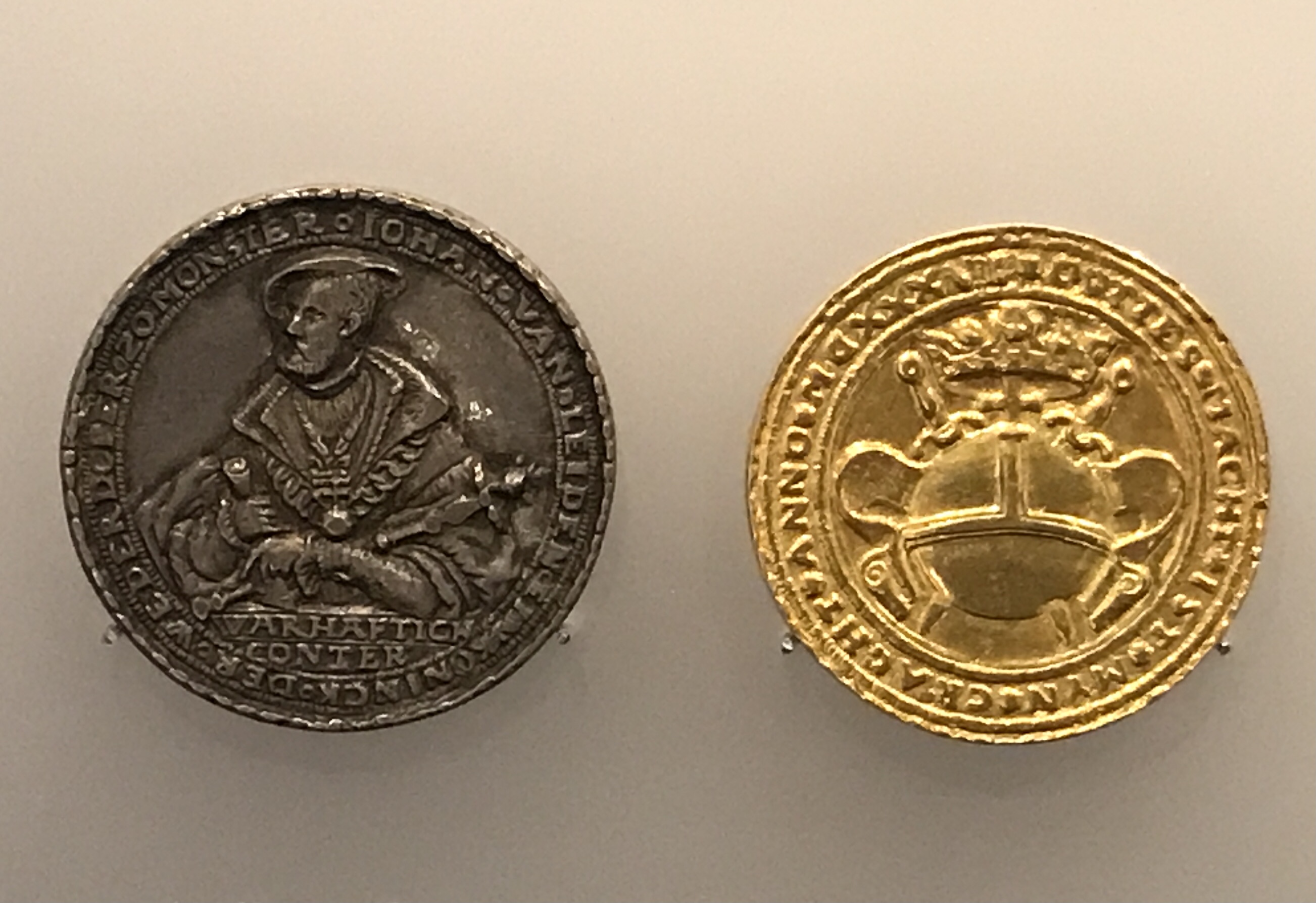
Schaumünze Giesbert 21, eine Arbeit die Heinrich Aldegrever zugeschrieben wurde, was aber umstritten ist

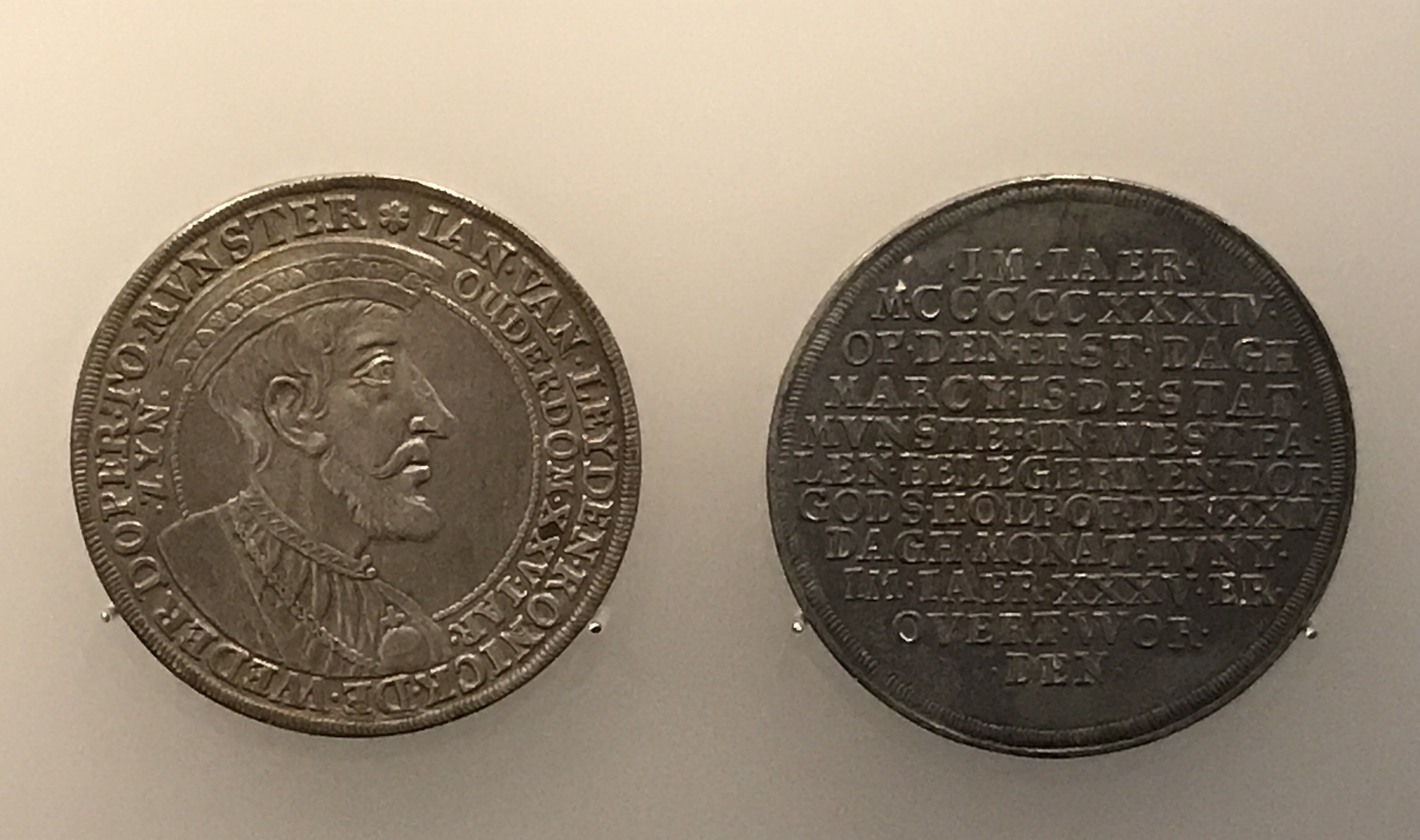
Schaumünze Giesbert 25

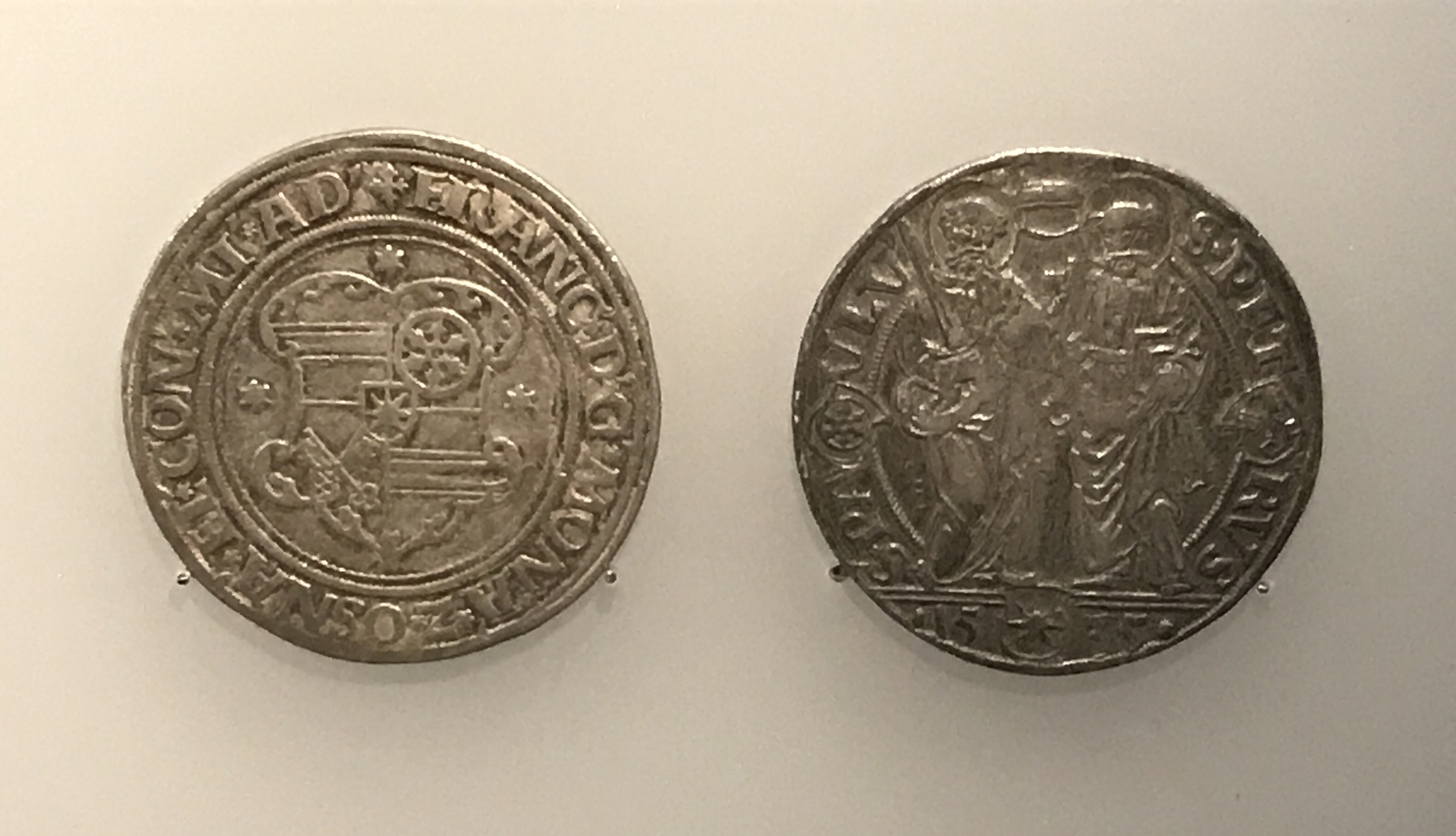
Münsteraner Taler von 1535, Fürstbischof Franz von Waldeck, wahrscheinlich aus dem Silber des Wiedertäufertalers geschlagen (LWL-Museum für Kunst und Kultur) wurde allerdings in Warendorf geprägt

Es handelt sich um eine Gold- oder Silbermünze, die als halber Taler, bzw. als Taler herausgegeben wurde. Der Taler hatte etwa das Gewicht von einer Unze. Es sind aber auch noch höher gewichtige Münzen bekannt. Anders als üblich enthielt sie kein Bildnis, da die Melchioriten, zu denen man die münsteraner Täufer zählten, jedes Bild ablehnten. Dafür waren Bibelsprüche in Westfälisch enthalten. Optisch unterscheiden sie sich von allen damals umlaufenden Münzen dadurch, dass sie ausschließlich Schrift tragen und keinerlei bildliche Darstellungen zeigen. Darin kommt die Bilderfeindlichkeit und die Ablehnung der Geldwirtschaft des Täuferregimes zum Ausdruck. Dass kein nominaler Wert angegeben war, war für Münzen dieser Zeit aber nicht unüblich.

### Variante Giesberg 2

#### Vorderseite
Der erste Text in der Mitte der einen Seite lautet:
Der zweite Text als äußere Umschrift auf der Vorderseite heißt:
(weiter auf der Kehrseite)

#### Kehrseite
Der letzte Spruch: Ein König aufrecht über alle begründete der Prädikant Dionis Vinne bei seinem Verhör im Oktober 1534 mit Bibelstellen der Propheten Jeremias (Kap. 23 [5-6]) und Hesekiel (Kap. 37 [22-24] und 30). Der dritte Text als innere Umschrift der Rückseite ist das Motto der Täufer:
In der Mitte auf einem Wappen nennt es nicht nur Ort und Zeit der Prägung, sondern kann auch als Aufforderung verstanden werden.

## Varianten
Der Kunsthistoriker Max Geisberg hat von dem Wiedertäufertaler etwa 20 Varianten ausfindig gemacht. Hinzu kommen noch 9 Schaumünzen. Die meisten davon sind Nachprägungen des 16. – und 17. Jahrhunderts.
| Falsch                                         | Zweifelhaft               | Echt              |
| ---------------------------------------------- | ------------------------- | ----------------- |
| - 5 - 8 - 9 - 10 - 11 - 12 - 13 - 15 - 16 - 20 | - 1 - 3 - 6 - 7 - 18 - 19 | - 2 - 4 - 14 - 17 |

Die in der Zeit der Wiedertäuferherrschaft 1534/1535 geprägten Münzen dienten dreierlei Zwecken. Zum ersten versuchte man bischöfliche Landsknechte in die Stadt zu locken, zum zweiten dienten sie zum Schmuck der Ketten der Herzöge und ihrer Räte und schließlich zur Vornahme einer Zeremonie, die die Apostel in den ungläubigen Städten und Dörfern vornehmen sollte. Der König ließ am 13. Oktober 1534 insgesamt 27 Apostel aus dem schwer belagerten Münster in die Nachbarstädte Soest, Coesfeld, Osnabrück und Warendorf, um dort zu missionieren. Beim sogenannten „Münzwurf“, wurden im Mittelalter Rechtsgeschäfte beendete und dies hatte einen biblischen Bezug. Ein gläubiger Mensch ist wertvoller als ein Goldstück. (Jes. 13,1-12) Die Inschrift bezog sich auf die Taufpraxis und den Anspruch auf die Königs- und Weltherrschaft. Den Täufern war der Besitz und der Gebrauch des Geldes unter Androhung der Todesstrafe verboten. Durch die Ausübung des Münzregals sollte die Souveränität bzw. das Königtum manifestiert werden und die Bevölkerung des Umlands darauf aufmerksam gemacht werden. Max Geisberg weist auf die Tatsache hin, dass bei der Eroberung der Stadt, neben einem gewaltigen Silberhort, auch die Münzstempel der Wiedertäufer in die Hände der Sieger gefallen waren, die damit beliebig viele Nachprägungen anfertigen konnten und auch tatsächlich vorgenommen haben, wie die Verwendung eines echten und eines nachgestochenen Stempels nebeneinander beweist. Die Inumlaufbringung dieser „Wiedertäufertaler“ lässt im Nachhinein die geldfeindliche Haltung der Täufer als bigott erscheinen und diskreditiert ihre religiöse Not und Haltung. Dies erklärt auch die gewaltigen Nachprägungen bis ans Ende des 17. Jahrhunderts. Nur in den allerseltensten Fällen ist man berechtigt, aus der Provenienz oder aus dem gesamten Charakter einer Münze den Schluss zu ziehen, eine wirklich während der Belagerung geschlagene Wiedertäufermünze vor sich zu haben.

## Kein Zahlungsmittel, sondern ein Propagandainstrument
Der Wiedertäufertaler diente nicht als Zahlungsmittel, sondern als Propagandainstrument. Das wird allein schon durch die Tatsache klar, dass es keine Unterwährung, wie z. B. Schwaren gab. Nur Taler und Goldgulden aus der Zeit des Königtums Jan van Leidens sind bekannt. Im Osnabrücker Rathaus verwahrten bis 1945 drei Goldstücken, die sechs Apostel der Wiedertäufer hätten: „sick up dem Marckede und straten openbar angegeven und geprediget, der thoversicht, deße Statt mit erer Lehre tho vergifften, und des erer angeboden Lehre deße jegenwerthige der goldene pennige tho einer ohrkunde up dem Marckede von sich geschmeten“. Der Münzwurf war der Beginn Konvertierung, die im Taufakt abgeschlossen wurde. Auch wurde eine Münze in Warendorf aufgefunden.

## Prägestätten
Das Geständnis des Knechtes Ludgers tom Rink, Hermann B., vom 23. Dezember 1534 besagt:

„se … lathen dag und nacht dicke penynge vnd ander Münthe slan.“

Die Aussage des Knechtes bezieht sich auf die Bischöflich-Münsterischen Münze, die mit dem Münzhause am Roggenmarkte 4 und allen Münzstempeln bei dem Handstreiche vom 27. Februar 1534 in die Hand der Wiedertäufer gekommen war.

## Geschichte
Die Prägung des Wiedertäufertalers wurde ab September 1534 vor der Inthronisierung Jan van Leidens begonnen. Die Münzen mit dem Epitaph: „ein König aufrecht über alle“ ist daher jüngeren Ursprungs. Es gibt auch Abschläge bis zum Doppeltalergewicht. Die Gepräge sind bis zum 17. Jahrhundert nachgebildet worden, was heute die meisten Stücke in Sammlungen darstellt. Der Goldschmied J. Potthoff († 1607), sowie der Münzmeister E. Ketteler (um 1640) haben die meisten angefertigt. Die Münzen dürften als „Souvenirs“ für die Gesandten des Friedenskongresses (Westfälischer Friede) und ihren Anhang bestimmt gewesen sein. Der bischöfliche Münsteraner Taler des Jahres 1535 mit den beiden Heiligen Petrus und Paulus wurde wahrscheinlich erst nach der Einnahme der Stadt durch Franz von Waldeck aus dem Silber des beschlagnahmten Wiedertäuferschatzes geprägt worden sein. Originale aus der belagerten Stadt von 1534 sind daher selten. 400 Jahre später wurde auf Münsteraner Notgeldscheinen des Jahres 1921 an diese Episode der Stadtgeschichte erinnert.

## Bericht des Meisters Heinrich Gresbeck
Der Tischlermeister Heinrich Gresbeck aus Münster verfasste einen Bericht über das Schlagen des Geldes:

„Sie haben auch gelt laten schlain in der stat, glich als Joichimsdaler, und lieten och gulden schlain von VIII oder IX gulden. So habben sie vacken sprck geholden mit den lansknechten in der schantzen. Wan sie so spraicken hilden, so hedden sie einen uth gemcket, derselve ginck fur allen porten und hielt sprake in dat lager mit de lansknechten. Derselve, der do sprake hielt, der hadde dieselven gulden bei sick und gaf so in eine jeder lager dat geld oft die Joichimsdaler den lansknechten, und meinden, so die lansknecht in de statt ho kreigen, und sie kriegen ock so ein deil lansknecht in die stat. Als die propheten und predicanten habben die geld schlain laten und alle die oversten in der stat, datselve deden sie herumb. Al dat andere gelt, et wer silber oder golt, dat solde nicht mehr gelden in der werlt. Datselve geld, dat sie schlain leten und dat sei noch wolden schlain laten, datselbe geld solde gelden over die gantze weide welt. Ditselve geld hedden sie al ein deil schlain laten, ehe dat Johan von Leiden konnigk woert. Nu sie hebben dit geld schlain laten, datselbe solde gelden in der werlt, als di wiederdoerpers sachten, und, glich als sie dat wolden vornemmen, so en hedden sie ein geld behovet. Sie sachten, sie weren Christen, ein Christ en solde gein geld hebben, et wer unrein cen Christen, und der eine Christ en sol mit den anderen nit koep schlagen, sie solden tho hope bueten tegen einander, und die eine stat solde tegen die ander bueten, datselve solde doer die heile werlt geschehen. Mehr et was so foel, dat se das gelt von den lueden in der stat kregen. Et was al beferei, dair sie mede umbgingen.“

„Sie haben auch Geld schlagen lassen, gleich dem Joachimstaler und ließen auch Gulden schlagen, von 8 oder 9 Gulden. Sie haben auch mutige Reden zu den Landsknechten in den Schanzen gehalten. Dabei haben sie einen ausgemacht, der zu allen Stadttoren ging und in den Lagern die gleiche Rede hielt. Derselbe, der die Rede hielt, hatte dieselben Gulden bei sich und gab in jedem Lager das Geld des Jochimstaler den Landsknechten, umso die Landsknechte in die Stadt zu bekommen. Und wirklich begaben sich ein Teil der Landsknechte in die Stadt. Als die Propheten und Prädikaten das Geld schlagen ließen, wie auch die Obersten in der Stadt, verteilten sie es ebenso untereinander. All das andere Geld, ob Silber oder Gold, sollte fortan nicht mehr gelten in der Welt. Nur das Geld, was sie geschlagen hatten, und das sie noch schlagen lassen wollten, sollte in der ganzen weiten Welt gelten. Das geschah, bevor Jan van Leiden König wurde. Nur das Geld, das sie haben schlagen lassen - so sagten es die Wiedertäufer - dieses sollte gelten in der Welt, so hätten sie es bestimmt. Sie sagen, sie wären Christen und ein Christ sollte kein Geld haben, denn es wäre für einen Christen unrein. Denn ein Christ sollte einem anderen Christen nicht auf den Kopf schlagen. Sie sollten stattdessen miteinander nach draußen ziehen und das Gleiche sollte in der heilen Welt geschehen. – Mir war es so, als wollten sie nur das Geld der Leute in der Stadt kriegen. -  Es wäre nun alles befreit, damit sie umherzögen.“